# NGC 4137
NGC 4137 est une vaste et lointaine galaxie spirale barrée située dans la constellation des Chiens de chasse. NGC 4137 a été découverte par l'astronome français Édouard Stephan en 1881.

## Caractéristiques
Sa vitesse par rapport au fond diffus cosmologique est de 11 384 ± 16 km/s, ce qui correspond à une distance de Hubble de 168 ± 12 Mpc (∼548 millions d'al).
NGC 4137 est une galaxie LINER, c'est-à-dire une galaxie dont le noyau présente un spectre d'émission caractérisé par de larges raies d'atomes faiblement ionisés. 

## Groupe de NGC 4317?
La galaxie à l'extrémité du bras occidental de NGC 4317 est PGC 200283. La distance de Hubble de cette galaxie est égale à  166 ± 12 Mpc (∼541 millions d'al). L'autre galaxie visible sur l'image obtenue des données du relevé SDSS est PGC 38629 et sa distance de Hubble est de 171 ± 12 Mpc (∼558 millions d'al).

### Paire de galaxies en interaction
Les galaxies NGC 4317 et PGC 200283 forment sûrement une paire de galaxie qui sont peut-être en interaction gravitationnelle. NGC 4317 figure d'ailleurs au catalogue des galaxies en interaction de Vorontsov-Velyaminov. La galaxie PGC 38629 est située près de cette paire, mais un peu plus loin. Considétant les incertitudes sur les distances, ces trois galaxies forment peut-être un trio de galaxies, mais aucune des sources consultées, sauf le site du professeur Seligman, ne mentionne la présence d'un groupe de galaxies dans cette région.